# Naematoloma
Naematoloma is een geslacht van schimmels behorend tot de familie Hymenogastraceae. Het werd beschreven door Petter Adolf Karsten en voor het eerste geldig gepubliceerd in 1879.

## Soorten
Volgens Index Fungorum bevat het geslacht 13 soorten (peildatum november 2023):
| Soortnaam                    | Auteur(s)           | Publicatiejaar |
| ---------------------------- | ------------------- | -------------- |
| Naematoloma amazonicum       | Singer              | 1973           |
| Naematoloma campestre        | A.H. Sm.            | 1948           |
| Naematoloma discoideum       | T.X. Meng & T. Bau  | 2008           |
| Naematoloma gracile          | Hongo               | 1962           |
| Naematoloma micans           | (Fr.) Singer        | 1937           |
| Naematoloma munnarense       | Sathe & J.T. Daniel | 1981           |
| Naematoloma nudum            | Singer              | 1973           |
| Naematoloma papuanum         | Hongo               | 1977           |
| Naematoloma pilatii          | (Velen.) Pilát      | 1951           |
| Naematoloma potteri          | A.H. Sm.            | 1951           |
| Naematoloma subumbonatescens | (Murrill) Singer    | 1951           |
| Naematoloma umbrosum         | (Velen.) Singer     | 1989           |
| Naematoloma viscidipes       | (A.H. Sm.) A.H. Sm. | 1951           |